# Велика Копашница
Велика Копашница је насељено место града Лесковца у Јабланичком округу. Према попису из 2022. био је 431 становник.

## Тип села
Велика Копашница је село збијеног типа. Поједини делови села зову се по родовима, као што су Марчински, Вучковски, Марићевски, Урвички крај итд. У средини села је Средсело. Насеље је 1961. године имало 133 дома.

## Старине у селу
Потез Грчки Дол лежи западно од Велике Копашнице. У народу се говори да су „тамо седели Грци“; те да је било „неко грчко село“. Остатака од старина данас у Грчком Долу нема. Раније се могла у земљи наћи само по нека цигла.
У Гробљу Велике Копашнице, по причању, налазе се стари гробови, који не припадају данашњем становништву. Неки мештани наводе да су то били „латински“ гробови. Положај им је исти као и код садашњих.
Са десне стране Копашничке Реке је потез Писана Страна. Раније се тамо налазила нека стена са натписом. Она је данас изломљена. На поменутој страни атара налази се и место Калуђерица. Мештани кажу да су „ту седели калуђери“. По томе је остао и назив Калуђерска Чесма.
Постанак села и историјат.
По садашњем становништво велика Копашница није много старо село. Оно је основано у XVIII веку. Најпре су у њу дошли („ставили колац“) становници данашњег рода Марчилци. Иза њих су се доселили преци Меанџици, Јовинци итд.
За време Турака до 1878. године један део земље и Великој Копашници припадаи је Србима, док је „господар“ дела су био неки Турчин, који је живео у Великој Грабовници у околини Лесковца. Од Срба своју земљу си имали становници старијих родова – Марчилци, Сагламци, Јовинци, Марићевци и други. До поменуте године у Средселу налазила се турска кула.
Велика Копшаница је 1900 године имала свега 70 кућа. Дељењем задруга за последњих шездесет година број кућа у селу се удвостручио. Нешто је већи број кућа са десне стране Копашничке Реке.
Сеоска слава су Духови – Св. Тројице.
О празницима старији становници посећују цркву у селу у Ораховици (ваљда Ораовици, оп. Милодан)

## Земље и шуме у селу
Поједини крајеви атара око села носе ове називе: Голеж, Крстато Дрво, Пaвитница, Кoрдиница, Рамњак, Грчки Дол, Писана Страна, Гола Орница, Кладенчиња, Раскрсје, Валог, Конопиште и Калуђерица.

## Демографија
У насељу Велика Копашница живи 547 пунолетних становника, а просечна старост становништва износи 41,9 година (40,6 код мушкараца и 43,2 код жена). У насељу има 193 домаћинства, а просечан број чланова по домаћинству је 3,50.
Ово насеље је великим делом насељено Србима (према попису из 2002. године), а у последња три пописа, примећен је пад у броју становника.
|             | \| Демографија[2] \| Демографија[2] \| Демографија[2] \| \| Година \| Становника \| Становника \| \| -------------- \| -------------- \| -------------- \| \| 1948. \| 698 \| \| \| 1953. \| 733 \| \| \| 1961. \| 754 \| \| \| 1971. \| 820 \| \| \| 1981. \| 866 \| \| \| 1991. \| 861 \| 758 \| \| 2002. \| 676 \| 851 \| \| 2011. \| 653 \| \| \| 2022. \| 431 \| \| |            |
| Демографија | |            |
| Година      | Становника | Становника |
| 1948.       | 698 |            |
| 1953.       | 733 |            |
| 1961.       | 754 |            |
| 1971.       | 820 |            |
| 1981.       | 866 |            |
| 1991.       | 861 | 758        |
| 2002.       | 676 | 851        |
| 2011.       | 653 |            |
| 2022.       | 431 |            |

| Етнички састав према попису из 2002.‍ | Етнички састав према попису из 2002.‍ | Етнички састав према попису из 2002.‍ | Етнички састав према попису из 2002.‍ | Етнички састав према попису из 2002.‍ |
| ------------------------------------ | ------------------------------------ | ------------------------------------ | ------------------------------------ | ------------------------------------ |
|                                      |                                      |                                      |                                      |                                      |
| Срби                                 | Срби                                 |                                      | 675                                  | 99,85%                               |
| Македонци                            | Македонци                            |                                      | 1                                    | 0,14%                                |
| непознато                            | непознато                            |                                      | 0                                    | 0,0%                                 |

| \| \| м \| \| \| ж \| \| ? \| 1 \| \| \| 4 \| \| 80+ \| 4 \| \| \| 4 \| \| 75—79 \| 13 \| \| \| 17 \| \| 70—74 \| 17 \| \| \| 24 \| \| 65—69 \| 24 \| \| \| 28 \| \| 60—64 \| 32 \| \| \| 31 \| \| 55—59 \| 10 \| \| \| 18 \| \| 50—54 \| 21 \| \| \| 31 \| \| 45—49 \| 27 \| \| \| 21 \| \| 40—44 \| 16 \| \| \| 18 \| \| 35—39 \| 27 \| \| \| 16 \| \| 30—34 \| 23 \| \| \| 29 \| \| 25—29 \| 25 \| \| \| 17 \| \| 20—24 \| 22 \| \| \| 17 \| \| 15—19 \| 11 \| \| \| 12 \| \| 10—14 \| 15 \| \| \| 17 \| \| 5—9 \| 27 \| \| \| 27 \| \| 0—4 \| 17 \| \| \| 13 \| \| Просек : \| 40,6 \| \| \| 43,2 \| |      |  |  |      |
| |      |  |  |      |
| | м    |  |  | ж    |
| ? | 1    |  |  | 4    |
| 80+ | 4    |  |  | 4    |
| 75—79 | 13   |  |  | 17   |
| 70—74 | 17   |  |  | 24   |
| 65—69 | 24   |  |  | 28   |
| 60—64 | 32   |  |  | 31   |
| 55—59 | 10   |  |  | 18   |
| 50—54 | 21   |  |  | 31   |
| 45—49 | 27   |  |  | 21   |
| 40—44 | 16   |  |  | 18   |
| 35—39 | 27   |  |  | 16   |
| 30—34 | 23   |  |  | 29   |
| 25—29 | 25   |  |  | 17   |
| 20—24 | 22   |  |  | 17   |
| 15—19 | 11   |  |  | 12   |
| 10—14 | 15   |  |  | 17   |
| 5—9 | 27   |  |  | 27   |
| 0—4 | 17   |  |  | 13   |
| Просек : | 40,6 |  |  | 43,2 |

| Година пописа     | 1948. | 1953. | 1961. | 1971. | 1981. | 1991. | 2002. |
| ----------------- | ----- | ----- | ----- | ----- | ----- | ----- | ----- |
| Број домаћинстава | 116   | 128   | 148   | 186   | 210   | 203   | 193   |

| Број чланова      | 1  | 2  | 3  | 4  | 5  | 6  | 7 | 8 | 9 | 10 и више | Просек |
| ----------------- | -- | -- | -- | -- | -- | -- | - | - | - | --------- | ------ |
| Број домаћинстава | 30 | 46 | 23 | 31 | 30 | 26 | 4 | 2 | 0 | 1         | 3,50   |

| Пол    | Укупно | Неожењен/Неудата | Ожењен/Удата | Удовац/Удовица | Разведен/Разведена | Непознато |
| ------ | ------ | ---------------- | ------------ | -------------- | ------------------ | --------- |
| Мушки  | 273    | 59               | 193          | 16             | 4                  | 1         |
| Женски | 287    | 28               | 205          | 47             | 7                  | 0         |
| УКУПНО | 560    | 87               | 398          | 63             | 11                 | 1         |

| Пол    | Укупно                    | Пољопривреда, лов и шумарство | Рибарство                            | Вађење руде и камена | Прерађивачка индустрија       |
| ------ | ------------------------- | ----------------------------- | ------------------------------------ | -------------------- | ----------------------------- |
| Мушки  | 92                        | 9                             | 0                                    | 0                    | 25                            |
| Женски | 51                        | 16                            | 0                                    | 0                    | 10                            |
| Укупно | 143                       | 25                            | 0                                    | 0                    | 35                            |
|        |                           |                               |                                      |                      |                               |
| Пол    | Производња и снабдевање   | Грађевинарство                | Трговина                             | Хотели и ресторани   | Саобраћај, складиштење и везе |
| Мушки  | 0                         | 17                            | 10                                   | 4                    | 4                             |
| Женски | 0                         | 4                             | 9                                    | 1                    | 0                             |
| Укупно | 0                         | 21                            | 19                                   | 5                    | 4                             |
|        |                           |                               |                                      |                      |                               |
| Пол    | Финансијско посредовање   | Некретнине                    | Државна управа и одбрана             | Образовање           | Здравствени и социјални рад   |
| Мушки  | 0                         | 2                             | 6                                    | 7                    | 0                             |
| Женски | 0                         | 0                             | 0                                    | 5                    | 4                             |
| Укупно | 0                         | 2                             | 6                                    | 12                   | 4                             |
|        |                           |                               |                                      |                      |                               |
| Пол    | Остале услужне активности | Приватна домаћинства          | Екстериторијалне организације и тела | Непознато            | Непознато                     |
| Мушки  | 2                         | 0                             | 0                                    | 6                    | 6                             |
| Женски | 0                         | 0                             | 0                                    | 2                    | 2                             |
| Укупно | 2                         | 0                             | 0                                    | 8                    | 8                             |